# Khvoshākū
Khvoshākū (persiska: خوُشالو, Khvoshālū, خوشاکو) är en ort i Iran.   Den ligger i provinsen Västazarbaijan, i den nordvästra delen av landet, 600 km väster om huvudstaden Teheran. Khvoshākū ligger 1 946 meter över havet och antalet invånare är 476.
Terrängen runt Khvoshākū är kuperad österut, men västerut är den bergig. Terrängen runt Khvoshākū sluttar österut.Runt Khvoshākū är det ganska tätbefolkat, med 185 invånare per kvadratkilometer. Närmaste större samhälle är Silvana, 7,8 km sydost om Khvoshākū. Trakten runt Khvoshākū består i huvudsak av gräsmarker.